# Nabangatai
Na mitologia Fiji, Nabangatai é uma aldeia no caminho para Bulu, onde se localizam as almas dos mortos vivos. (Williams e Calvert 1858:245).